# ENEMEF
ENEMEF (Nocny Maraton Filmowy) – impreza filmowa, odbywająca się cyklicznie (średnio raz w miesiącu) w kilkunastu miastach w Polsce. Ten cykl filmowy jest organizowany od 1998 roku — wówczas odbył się pierwszy maraton z tego cyklu, jeszcze pod nazwą Nocny Maraton Filmowy. Od 1998 roku zorganizowanych zostało 366 edycji ENEMEFów w 15 miastach w Polsce, w których wzięło udział 339.615 osób. W tym okresie odbyło się również kilka edycji specjalnych ENEMEFów, włączonych do programów Festiwalu Filmowego i Artystycznego Lato Filmów w Toruniu, Festiwalu Filmowego Unii Europejskiej oraz Europejskiego Festiwalu Filmowego.
ENEMEFy odbywają się w Białymstoku, Bielsku-Białej, Gdańsku, Gdyni, Gorzowie Wielkopolskim, Kaliszu, Katowicach, Kielcach, Koninie, Koszalinie, Krakowie, Legnicy, Lubinie, Łodzi, Olsztynie, Opolu, Piotrkowie Trybunalskim, Poznaniu, Radomiu, Rzeszowie, Sosnowcu, Szczecinie, Warszawie, Wrocławiu i Tychach. Według informacji organizatora, w planach jest uruchomienie pokazów m.in. w Bydgoszczy, Częstochowie, Elblągu, Gliwicach, Lublinie, Sopocie, Toruniu, Zabrzu i Zielonej Górze.
ENEMEFy odbywają się cyklicznie, średnio raz w miesiącu w każdym z miast. Rozpoczynają się około 23:15, kończą nad ranem, w ich trakcie można zobaczyć zazwyczaj 4 filmy, dobrane tematycznie według gatunku filmowego, reżysera, aktora. Pomiędzy filmami są około 15-20-minutowe przerwy, w trakcie których można posłuchać muzyki filmowej.
Większość repertuarów ENEMEFów jest ustalana przez samych widzów, którzy mogą głosować na pojedyncze filmy oraz na gotowe zestawy filmowe na oficjalnej stronie ENEMEFów. W repertuarze pojawiają się pokazy przedpremierowe i premierowe.